# ميخائيل نيلسون (لاعب كرة قدم)
ميخائيل نيلسون (بالإنجليزية: Michael Nelson)‏ (8 أغسطس 1994 بأوستن في الولايات المتحدة - ) هو لاعب كرة قدم أمريكي في مركز الدفاع. لعب مع تاكوما ديفنس.

## وصلات خارجية
- ميخائيل نيلسون (لاعب كرة قدم) على موقع قاعدة بيانات كرة القدم.إي يو (الإنجليزية)